# Gwendolyn B. Bennett
Gwendolyn B. Bennett (Giddings, 8 luglio 1902 – Reading, 30 maggio 1981) è stata una poetessa, scrittrice e giornalista statunitense.

## Biografia
Nata nello Stato della Pennsylvania, i suoi genitori erano Joshua e Maime Bennett, due insegnanti nelle scuole per indiani d'America. Dopo un'infanzia passata a Wadsworth stato del Nevada alla riserva indiana Paiute, studiò alla scuola per ragazze Brooklyn High a New York. In seguito studiò belle arti all'università della Columbia
Collaborò alla pubblicazione della rivista letteraria Fire!!, dedicata ai giovani artisti neri, tra i contributori della quale figuravano Wallace Thurman, Langston Hughes, Zora Neale Hurston, Richard Bruce Nugent e Aaron Douglas, inoltre collaborò anche ad Opportunity. Ebbe una borsa di studio dalla Barnes Foundation. Sposò Albert Joseph Jackson nel 1927 e si trasferì a Eustis, stato della Florida, il marito morì anni dopo, nel 1936.

## Opere
- Nocturn The Book of American Negro Poetry. Ed. James Weldon Johnson. New York: Harcourt, Brace, 1922; revised, 1931.
- Heritage. Opportunity, dicembre 1923: 371.
- To Usward. Crisis May 1924: 19; Opportunity May 1924: 143-144.
- The Future of the Negro in Art. Howard University Record, dicembre 1924: 65-66.
- Negroes: Inherent Craftsmen. Howard University Record 19 (febbraio 1925): 172.
- Purgation Opportunity February 1925: 56.
- On a Birthday. Opportunity September 1925: 276.
- Hatred. Opportunity June 1926: 190.
- The Ebony Flute, Opportunity 4 agosto 1926 sino al 6 maggio 1928.
- Wedding Day. Fire!! (novembre 1926): 26-28.
- Tokens Ebony and Topaz: A Collectanea. Ed. Charles S. Johnson. New York: Opportunity, National Urban League, 1927. 149-150.

Altre opere come Advice, Fantasy, Hatred, Lines Written at the Grave of Alexander Dumas, Quatrains, Secret, Sonnet I, Sonnet II, To a Dark Girl e Your Songs furono pubblicate in Caroling Dusk: An Anthology of Verse by Negro Poets. Ed. Countee Cullen. New York: Harper, 1927.